# Ocotea pedicellata
Ocotea pedicellata är en lagerväxtart som beskrevs av Van der Werff. Ocotea pedicellata ingår i släktet Ocotea och familjen lagerväxter. Inga underarter finns listade i Catalogue of Life.